# Лопбурі (провінція)
Лопбурі (тайський. ลพบุรี) - провінція в центральній частині Таїланду, за 150 км від Бангкока. Населення провінції складає 769 213 осіб (2010).
Герб провінції прикрашений зображенням бога Вішну, позаду якого зображення кхмерського храму Пранг Сам Йод (тайський. พระ ปรางค์).

## Історія
Провінція Лопбурі веде свою історію приблизно з VI століття нашої ери. Протягом наступних 5 століть вона носила назву Лаво. Під час правління даною територією кхмерами було побудовано безліч храмів, деякі збереглися до нашого часу. Можливо, деякий час регіон був незалежним, але незабаром став частиною королівства Сукхотай, а пізніше увійшов до складу королівства Аюттхая.
У Аюттхайскій період король Раматхібоді I призначив Пхра Рамесуана правити Лопбури. А в 1665 році король Нарай Великий побудував на східному березі річки Лопбурі палац, і зробив місто другою столицею. Але після його смерті Лопбурі спорожнів, і протягом двохсот років був занедбаним, багато будинків перетворилися на руїни. У 1856 році король Монгкута династії Чакри почав відновлення міста, і до 1938 року він повернув своє значення, і був призначений головною військовою базою Таїланду.
З часів короля Нара Великого збереглися багато споруд: зал Дусит Саван Тханйя Маха Прасат - тронний зал, який представляє з себе суміш тайської і французької архітектури; зал Чантхара Пхісан - використовувався як зал для глядачів, а в даний час там проводяться виставки, в тому числі експозиції артефактів, які були знайдені в області, зображення правителів; зал Суттха Саван, який був королівською резиденцією, і розташовувався в палаці короля. Будівлі, що збереглися з часів правління короля Рами IV, на сьогоднішній день є власністю Національного музею Сомдет Пхра Нара. Це резиденція короля Пхіман Монгкута, комплекс будівель Пхра Пратхіап, в яких жили судові посадові особи.

## Клімат
Клімат тропічний, мусонний. У 2009 р було 113 дощових днів, з річною кількістю опадів 1206,3 мм.

## Адміністративний поділ
Адміністративний поділ провінції Лопбурі
Загальна площа провінції Лопбурі становить 6 199,8 км² і адміністративно розділена на 11 районів (ампхе):
1. Столичний район Лопбурі - Mueang Lop Buri (เมือง ลพบุรี)
2. Патхананікхом - Phatthana Nikhom (พัฒนานิคม)
3. Кхоксамронг - Khok Samrong (โคกสำโรง)
4. Чайбадан - Chai Badan (ชัยบาดาล)
5. Тхавун - Tha Wung (ท่าวุ้ง)
6. Банмі - Ban Mi (บ้านหมี่)
7. Тхалюанг - Tha Luang (ท่า หลวง)
8. Сабот - Sa Bot (สระ โบสถ์)
9. Кхочарин - Khok Charoen (โคก เจริญ)
10. Ламсонті - Lam Sonthi (ลำ สนธิ)
11. Нонгмуанг - Nong Muang (หนอง ม่วง)

## Пам'ятки
Chanthon Phisan Pavilion побудований в 1665 році, як королівська резиденція для короля Нарая. Згодом будівлю було використано в якості залу для глядачів, після того, як король Нарай переніс свою резиденцію в інше місце. Будинок побудований в традиційному тайському стилі, таким чином, вказуючи, що жоден французький архітектор, ні брав участі в його створенні. Chanthon Phisan Pavilion був відреставрований, королем Рамою IV в 1863 році, і тепер використовується як виставковий зал для показу предметів археологічної мистецтва.
Narai Ratchaniwet Palace палац розташований в центрі міста Лопбури. Був побудований за наказом короля Нарая Великого в 1665 році, і було потрібно 12 років, щоб завершити будівництво в 1677 році. Тепер весь комплекс палацу перероблений в Національний Музей провінції Лопбурі.
Phiman Mongkut Pavilion (тайський. หมู่ พระที่นั่ง พิมาน มงกุฎ) триповерхова цегляна будівля, яке використовувалося як резиденція короля Рами IV, коли він відвідував провінцію Лопбурі під час реконструкції свого палацу. На даний момент в будівлі розташований Національний Музей.
Vichayen House резиденція першого французького посла в Таїланді Шевальє де Шомон.
Wat Pa Si Mahapho Wipatsana (тайський. วัด ป่า ศรีมหาโพธิ์ วิปัสสนา) храм побудований приблизно в 1157 році, коли місто було під владою кхмерської держави.
Wat San Paulo (тайський. วัด สัน เปาโล). Спочатку ця будівля була церквою Єзуїтів, заснованої за часів правління короля Нарая. Потім вона стала першою обсерваторією у всій Азії. Зараз збереглися тільки невеликі фрагменти стін.
Wat Yang Na Rangsi (тайський. วัดยาง ณ รังสี และ พิพิธภัณฑ์ เรือ พื้นบ้าน) храм, найдавніша частина якого - це дерев'яний зал для навчання, який був побудований в 1927 році в типовому тайському стилі, властивому для сільського центрального регіону. Після реставрації в 1998 році, він був переобладнаний в музей, присвячений човнам. У ньому зібрані колекції місцевих човнів і весел різних часів. Найрідкіснішою з них є баржа, яка курсувала місцеві водні шляхи в стародавні часи.
Бенкетна зала побудована для розваги важливих іноземних гостей Таїланду. Бенкетна зала з трьох сторін оточена красивими ставками. Всередині будівлі розташована цегляна платформа, яка може використовуватися як театральна сцена.
Зоопарк Лопбурі (тайський. สวน สัตว์ ลพบุรี) займає близько 10 гектарів, які зібрали в собі азійських і австралійських птахів і ссавців.
Соняшникове поле в 45 кілометрах від міста Лопбурі знаходиться найбільша плантація соняшнику в Таїланді. З листопада по січень вважається найвдалішим часом для її відвідування, коли соняшник цвіте.
Пранг Сам йот (тайський. พระ ปรางค์ สาม ยอด) колишній індуїстський храм, що знаходиться в 200 метрах від залізничної станції міста Лопбури, що є найголовнішим орієнтиром в місті. Структура латериту і пісковика була сконструйована в стилі Лопбурі і прикрашена штукатуркою. Храм складається з трьох веж, які означають індуїстських Трійцю: Брахма-творець, Вішну-охоронець, Шива-руйнівник. Під час правління короля Нарая Великого, він був перетворений в буддійський храм.
Пранг Хайек (тайський. เทวสถาน ปรางค์ แขก) Храм був побудований в XV столітті, як і індуїстський храм з трьома вежами, але набагато меншого розміру. Пранг Хайек вважається Найдавнішою пам'яткою провінції Лопбурі.
Статуя короля Нарая Великого знаходиться на в'їзді в місто Лопбурі, споруджена на честь короля Нарая Великого, який зробив Лопбурі процвітаючим містом. За його наказом в місті було побудовано багато житлових, адміністративних будівель, кілька укріплень і буддійських храмів. Він був першим, хто застосував сучасні технології в обсерваторії, а також в прокладці труб для подачі води до палацу. Нарай Великий приділяв велику увагу зовнішньої політики, і за час свого правління встановив дипломатичні відносини з Францією, так само вів дружню політику по відношенню до інших іноземців, особливо Європейцям.
Храм мавп (тайський. ศาล พระ กาฬ) побудований в 1951 року і повністю присвячений мавпам. Перед входом розташовані кам'яні статуї тварин. На території храму є місця для ігор мавп і їх годування.